# José Vicente García
José Vicente García Acosta (San Sebastián, 4 agosto 1972) è un dirigente sportivo ed ex ciclista su strada spagnolo. Professionista dal 1995 al 2011, vinse due tappe alla Vuelta a España e una al Tour de France. Dal 2013 è direttore sportivo del team Movistar.

## Carriera
Passato professionista nel 1995 con la Banesto, formazione diretta da José Miguel Echevarri e capitanata da Miguel Indurain, nelle diciassette stagioni di attività ha gareggiato sempre con la maglia del team navarro, cogliendo otto vittorie. Né velocista né scalatore, García è stato però un ottimo passista, spesso protagonista di lunghissime fughe in alcune tappe dei grandi giri. Questa sua attitudine gli ha permesso di conquistare due tappe alla Vuelta a España, nelle edizioni 1997 e 2002, e una al Tour de France, nell'edizione 2000. Ha inoltre rappresentato la Spagna in quattro edizioni dei campionati del mondo.
Ritiratosi dalle corse a fine 2011, dal 2013 ricopre l'incarico di direttore sportivo del team Movistar (ex Banesto).

## Palmarès
- 1996 (Banesto, due vittorie)

1ª tappa Vuelta a Navarra
Classifica generale Vuelta a Navarra
- 1997 (Banesto, una vittoria)

14ª tappa Vuelta a España (Alto de Naranco)
- 1998 (Banesto, una vittoria)

Grand Prix Eddy Merckx (cronocoppie con Abraham Olano)
- 2000 (Banesto, una vittoria)

13ª tappa Tour de France (Draguignan)
- 2002 (iBanesto.com, una vittoria)

19ª tappa Vuelta a España (Avila)
- 2003 (iBanesto.com, una vittoria)

2ª tappa Vuelta a Burgos (Altorero)
- 2006 (Caisse d'Epargne-Illes Balears, una vittoria)

3ª tappa Vuelta a Castilla y León (Zamora > Salamanca)

## Piazzamenti

### Grandi Giri
- Tour de France

1997: ritirato (4ª tappa)
1998: ritirato (17ª tappa)
1999: 68º
2000: 53º
2001: ritirato (16ª tappa)
2002: 122º
2003: 125º
2004: 86º
2005: 148º
2006: 115º
2007: 91º
2008: 141º
- Vuelta a España

1997: 62º
1998: 48º
1999: 53º
2000: 63º
2001: 111º
2002: 75º
2003: 108º
2004: 106º
2005: 71º
2006: 104º
2007: 124º
2008: 119º
2009: 137º
2010: 115º
2011: ritirato (5ª tappa)

### Competizioni mondiali
- Campionati del mondo

San Sebastian 1997 - In linea Elite: 80º
Valkenburg 1998 - In linea Elite: 131º
Verona 1999 - In linea Elite: ritirato
Zolder 2002 - In linea Elite: 73º